# Station Mosby
Station Mosby is een voormalig spoorwegstation in het dorp Mosby in de gemeente Kristiansand in het zuiden van Noorwegen. Het station ligt aan Sørlandsbanen.
Het station, ontworpen door Paul Due, werd oorspronkelijk gebouwd aan Setesdalsbanen. In 1938 werd de spoorlijn van Oslo vanaf Nelaug doorgetrokken naar Kristiansand langs Vennesla en Mosby. Setesdalsbanen werd toen ingekort tot Grovane, een paar kilometer ten noorden van Vennesla. Het station in Mosby werd in 1995 gesloten voor personenvervoer.